# Општина Леспези (Јаши)
Леспези (рум. Lespezi) општина је у Румунији у округу Јаши.
Oпштина се налази на надморској висини од 217 m.